# Кім Вільфорт
Кім Вільфорт (дан. Kim Vilfort, нар. 15 листопада 1962, Копенгаген) — данський футболіст, що грав на позиції  центрального півзахисника. По завершенні ігрової кар'єри — тренер.
Виступав, зокрема, за клуб «Брондбю», а також національну збірну Данії, у складі якої — чемпіон Європи. 

## Клубна кар'єра
Народився 15 листопада 1962 року в місті Копенгаген. Вихованець футбольної школи клубу «Сковлунде». У дорослому футболі дебютував 1979 року виступами за основну команду цього ж клубу, в якій провів два сезони. 
Згодом з 1981 по 1985 рік грав за «Фрем», а сезон 1985/86 провів у Франції, де виступав за «Лілль».
1986 року перейшов до клубу «Брондбю», за який відіграв 12 сезонів. Більшість часу, проведеного у складі «Брондбю», був основним гравцем команди. Завершив професійну кар'єру футболіста виступами за команду «Брондбю» у 1998 році.

## Виступи за збірну
1983 року дебютував в офіційних матчах у складі національної збірної Данії. Протягом кар'єри у національній команді, яка тривала 14 років, провів у її формі 77 матчів, забивши 14 голів.
У складі збірної був учасником чемпіонату Європи 1988 року у ФРН, де взяв участь у двох матчах групового етапу. 
Був основним гравцем національної команди на чемпіонаті Європи 1992 року у Швеції, де данці здобули титул континентальних чемпіонів, а Вільфорт став автором голу у фінальній грі проти збірної Німеччини, який встановив остаточний рахунок гри (2:0 на користь його команди). 
1996 року був учасником свого третього чемпіонату Європи, що проходив в Англії, де взяв участь у двох матчах групового етапу.

## Кар'єра тренера
Розпочав тренерську кар'єру невдовзі по завершенні кар'єри гравця, 2000 року, очоливши тренерський штаб молодіжної команди клубу «Брондбю».

## Титули і досягнення

### Командні
- Чемпіон Європи (1):

 Данія: 1992
- Чемпіон Данії (7):

«Брондбю»: 1987, 1988, 1990, 1991, 1995-1996, 1996-1997, 1997-1998
- Володар Кубка Данії (3):

«Брондбю»: 1988-1989, 1993-1994, 1997-1998
- Володар Суперкубка Данії (3):

«Брондбю»:  1994, 1996, 1997

### Особисті
- Найкращий футболіст року в Данії: 1991